# Catedral

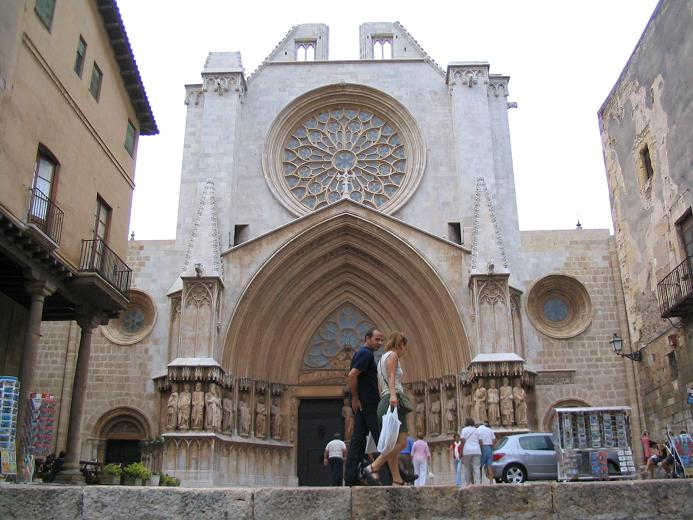
Catedral de Tarragona

Una catedral o una seu episcopal és una església cristiana que fa la funció de ser l'església principal d'una diòcesi. Aquest nom no s'aplica, però, a les seus episcopals ortodoxes. La catedral sol ser una de les construccions religioses més importants del territori, sovint més importants que les construccions civils, i el seu apogeu coincideix amb el de l'art gòtic europeu. Una de les primeres esglésies que rebé el nom d'església catedral, al Concili de Tarragona de l'any 516 va ser la de Tarragona. A les catedrals hi ha un capítol de canonges que hi celebren els oficis. Com que a les col·legiates també hi ha capítol de canonges que celebren els oficis, però no són seus episcopals, sovint també reben el nom de "seus" però no de catedrals. En són exemples als Països Catalans la col·legiata de Gandia, la Col·legiata Basílica de Santa Maria de Manresa o la Seu Col·legiata Basília de Santa Maria de Xàtiva. Per aquesta presència d'una comunitat de canonges, a Estrasburg i molts de llocs d'Alemanya, com a moltes esglésies grans d'Anglaterra, la catedral s'anomena münster en alemany o minster en anglès, derivades del llatí monasterium.
El mot catedral prové del grec (καθέδρα, kathédra), a través del llatí eclesiàstic cathedralis ecclesia, on cathedralis és un adjectiu derivat de cathedra o "seient", el qual simbolitza la mena de trona per exercir el magisteri. A més, cathedra significa també "dignitat pontifícia o episcopal", la qual és representada físicament pel lloc en el qual s'asseu el bisbe davant la comunitat que presideix, dins l'església catedral, que en rep el nom. El mot seu, del llatí sedis, "seient" significa "principal església d'una diòcesi" pel mateix motiu semàntic que Cathedra. Seu també s'aplica a la principal església cristiana, la Santa Seu. Té el mateix origen i significat l'anglès see (episcopal see, seu; Holy See, la Santa Seu), mai aplicat, però, a l'edifici de l'església; en aquest sentit, té el mateix ús que soli "tron, sitial" i "dignitat" (soli pontifici, per exemple), atès que aquesta paraula no s'aplica a l'edifici. En italià el mot llatí Domus (casa), en l'expressió domus Dei (la casa del Senyor), ha derivat en duomo, equivalent a la nostra seu. A l'alemany i a altres llengües germàniques, el mateix procediment ha originat la paraula Dom, sinònim de catedral, sovint complementada amb l'equivalent del mot església. L'espanyol seo és un catalanisme, aplicat primer a les catedrals d'Aragó i Navarra. El portuguès sé prové, però, directament del llatí. En la majoria de llengües occidentals el nom prové del llatí cathedralis.

## Tipus de catedrals

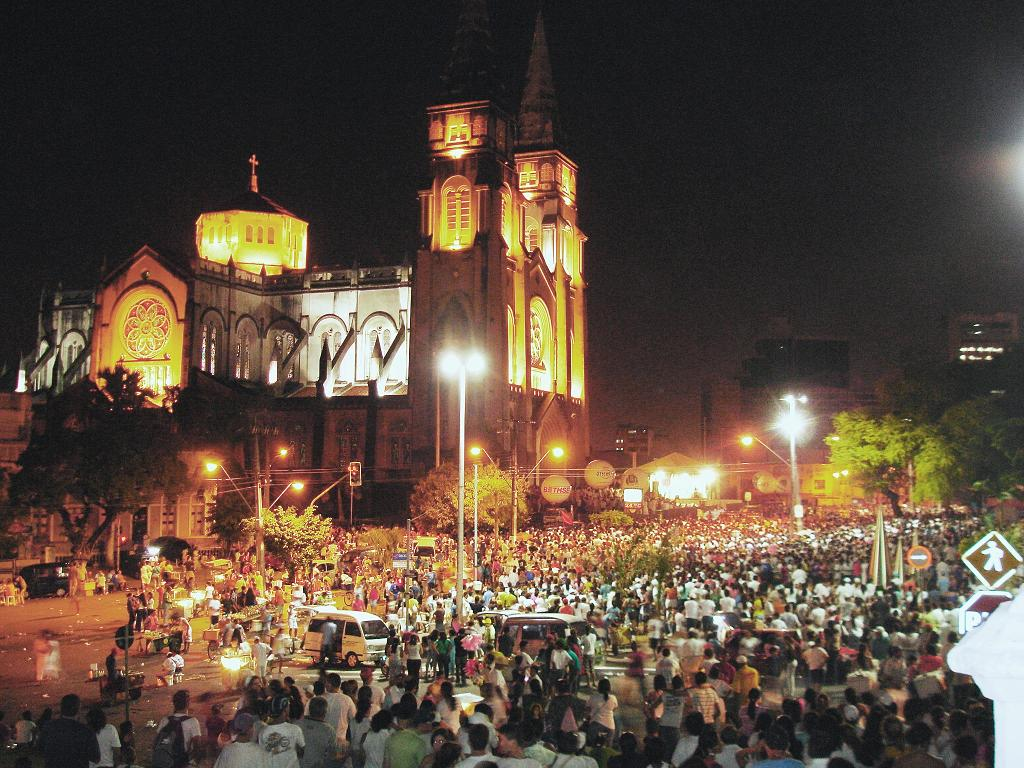
Catedral de Fortaleza, al Brasil.

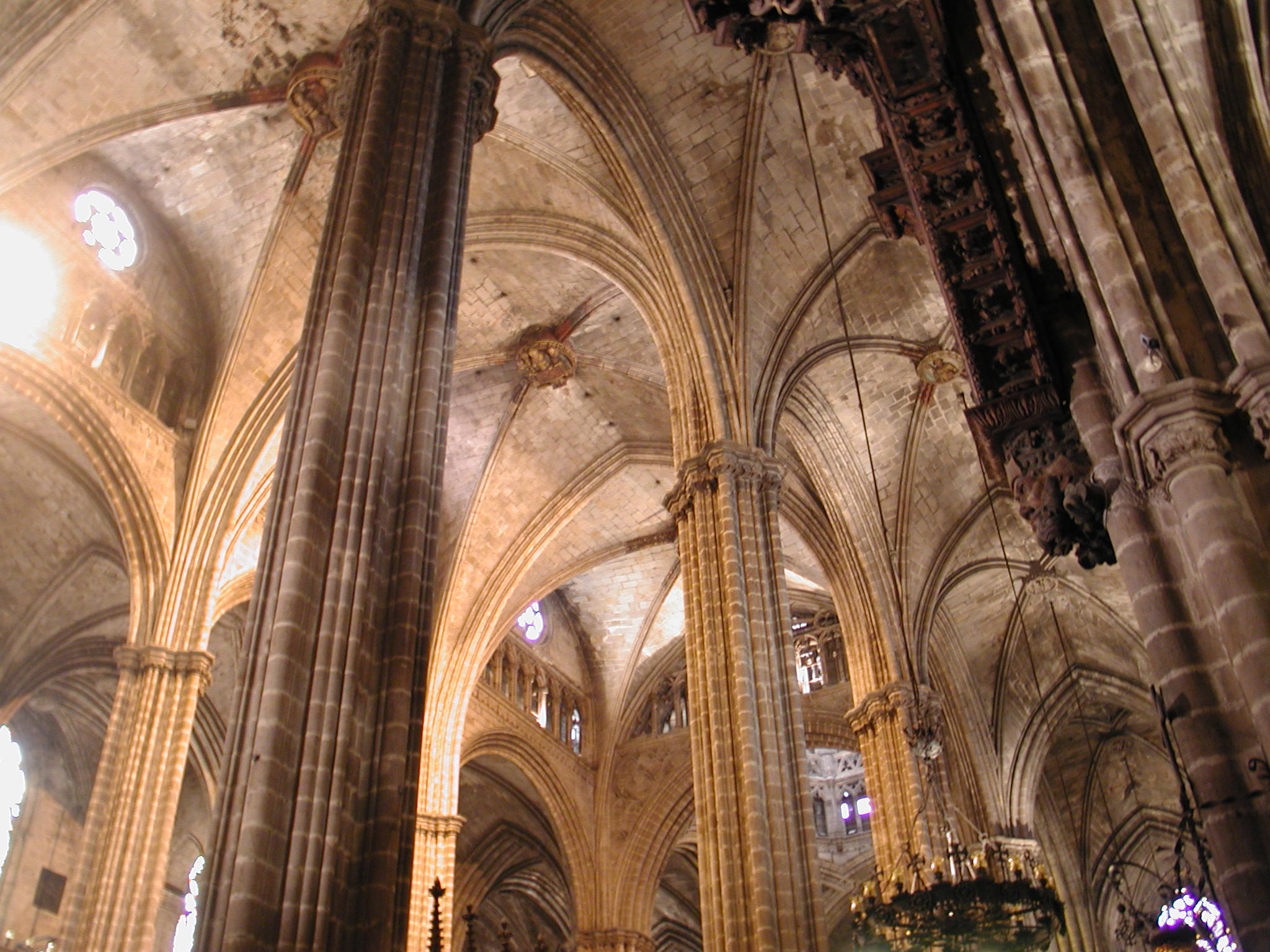
Interior de la catedral de Barcelona.

Les catedrals poden tenir diversos graus d'importància:
1. La catedral simple d'un bisbe diocesà,
2. L'església metropolitana catedral d'un arquebisbe i de la qual són sufragànies les altres catedrals diocesanes de l'arquebisbat,
3. L'església primacial o primada, catedral del primat, sota la qual es troben les esglésies metropolitanes i les catedrals,
4. L'església patriarcal, cap de totes les anteriors.

## Història
Inicialment, la cathedra episcopal no podia estar a l'església d'un poble, sinó a la d'una ciutat. Aquest fet no suposava cap dificultat a l'Europa continental, on les ciutats eren nombroses i l'indret des del qual el cristianisme s'anava difonent per les zones rurals. A les illes Britàniques, per contra, hi havia poques ciutats i en comptes d'exercir llur jurisdicció sobre unes àrees definides, molts dels bisbes exercien la influència sobre determinades tribus o poblacions, com els bisbes dels saxons, els saxons occidentals, etc. La càtedra d'aquests bisbes sovint era migrant, com també algunes càtedres escoceses. Una població on s'establia una catedral obtenia l'estatus de ciutat, independentment de la seva dimensió.

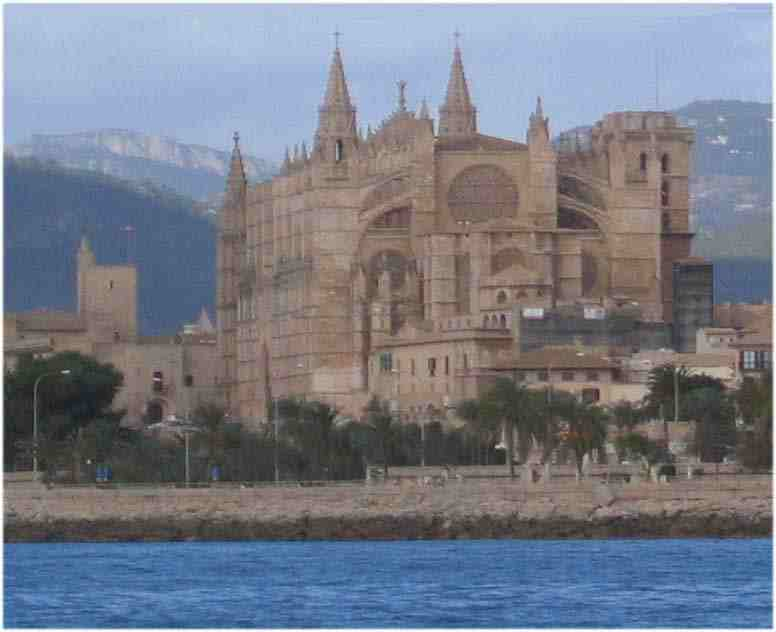
Seu de Mallorca des del sud-est.

La història de la comunitat de clergues lligada a la catedral és fosca i en tots els casos el seu desenvolupament influït per circumstàncies locals. Al principi el bisbe i el clergat de la catedral formaven una mena de comunitat religiosa, que s'anomenava monasterium, encara que no fos un monestir en sentit propi. El terme no tenia el valor limitat que prengué posteriorment i d'aquí venen les aparents anomalies d'esglésies com York Minster i la Catedral de Lincoln, que encara que mai no hi havia hagut monjos han rebut el nom de minster o monestir. En aquestes primeres comunitats, els clergues vivien sovint lluny, a casa seva, i no era infreqüent que hi visquessin amb llurs consorts. En el segle viii, Crodegang, bisbe de Metz (743-766), va compilar unes ordinacions per al clergat de la catedral que, tot i que foren acceptades a Alemanya i a altres parts del continent, no tingué gaire acceptació a Anglaterra. Segons les regles de Crodegang, el clergat de les catedrals havia de viure sota un mateix sostre, ocupar un dormitori comunitari i sotmetre's a l'autoritat d'un oficial especial. Aquestes regles eren de fet una variació de la regla benedictina. Gisa, nadiu de la Lorena i bisbe de Wells del 1061 al 1088, les introduí a Anglaterra i n'imposà l'observança als clergues de les catedrals.
Durant el segle x i el segle xi, el clergat de les catedrals esdevingué més organitzat i es dividí en dues classes. Una de pertanyent a alguna institució monàstica o a algun orde reconegut, sovint benedictins, l'altra formada per un col·legi clerical lligat sols als vots del sacerdoci, però governat per uns estatuts, els canonges, el nom dels quals deriva dels cànons que seguien. D'aquesta manera sorgeix la distinció entre catedrals monàstiques i seculars.
A Alemanya i a Anglaterra, moltes catedrals eren monàstiques. A Dinamarca aparentment totes eren benedictines, amb l'excepció de Børglum que fou premonstratenca fins a la Reforma. Les altres es transformaren totes en esglésies amb canonges seculars. A Suècia, Uppsala era originalment benedictina, però se secularitzà vers l'any 1250, i es manà que totes les catedrals sueques tinguessin un capítol d'almenys quinze canonges seculars. A França, els capítols de monjos eren molt freqüents, però quasi totes les catedrals monàstiques es convertiren en seculars abans del segle xvii. Una de les darreres fou la de Seez, a Normandia, que fou agustiniana fins al 1547, quan el papa Pau III dispensà els seus membres de llurs vots, i constituí per a ells un capítol de canonges seculars. El capítol de Senez fou monàstic fins al 1647, i altres encara més temps, però la majoria se secularitzà durant el temps de la Reforma.

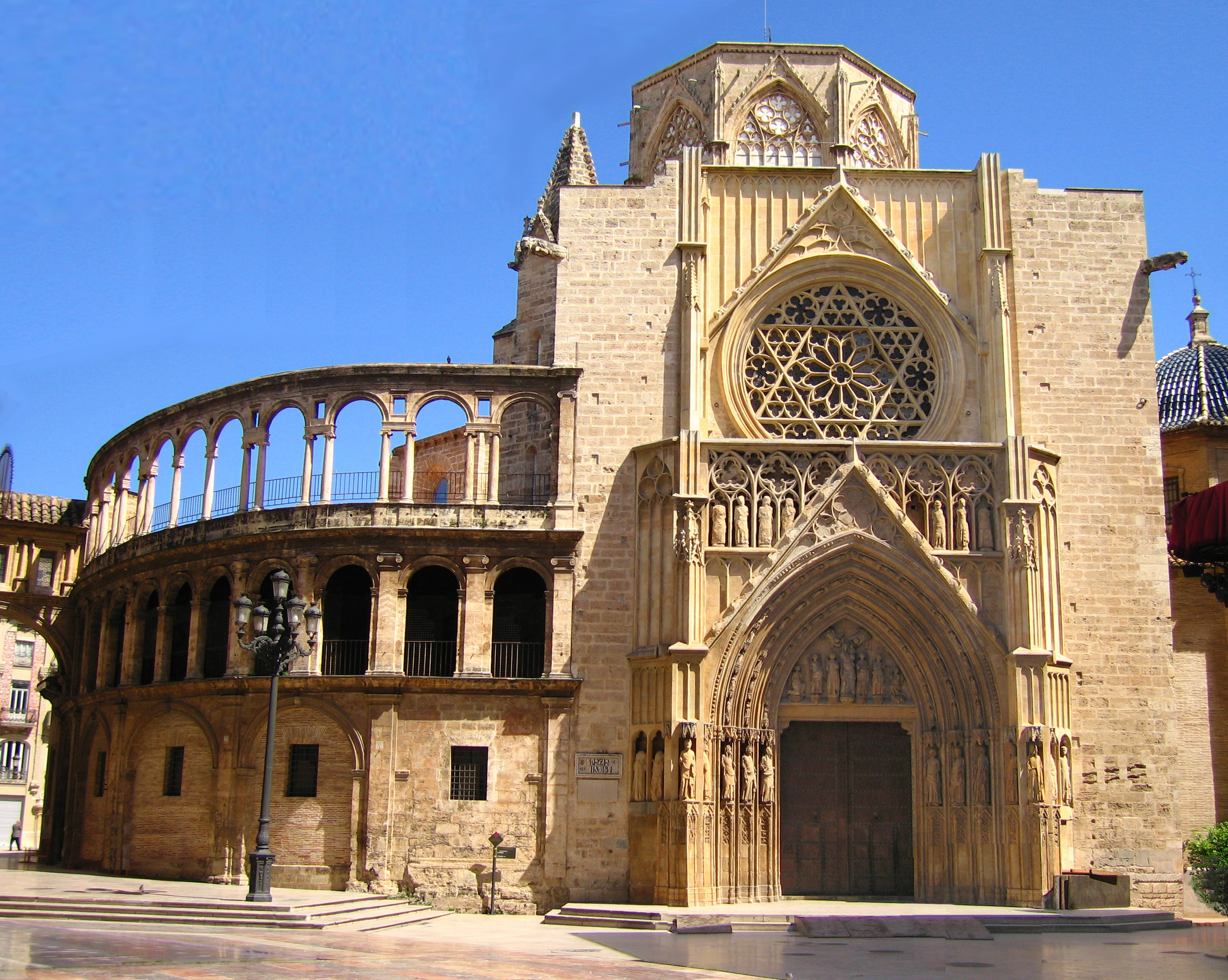
Porta dels Apòstols de la catedral de València.

En el cas de les catedrals monàstiques hi havia "dignataris", el govern intern seguia les regles de l'orde a la qual pertanyia el capítol, i tots els seus membres hi tenien perpètuament la residència. Per contra, en els capítols seculars, els càrrecs de paborde, degà, primatxer, tresorer, etc., es crearen per tal de garantir el bon funcionament de l'església i dels seus serveis, mentre que la no residència dels canonges esdevingué la norma i tingué com a conseqüència la creació d'un cos de vicaris que oficiessin als serveis de l'església en lloc d'ells.
D'altra banda, el primer cap de l'església secular sembla que fou el paborde o prebost (praepositus, provost, Probst, etc.), el qual s'encarregava, no sols segons el reglament intern, de la supervisió dels membres del capítol i del control dels serveis, sinó que també era el gestor dels terrenys i de les propietats de l'església. La segona funció fou la que sovint més atragué la seva dedicació, fent-li abandonar les obligacions a casa i a l'església, i prompte sorgiren denúncies que els pabordes s'ocupaven massa dels afers terrenals i, massa sovint, massa poc dels espirituals.
Això dugué molts de cops a la institució d'un nou oficial anomenat degà, al segle xvi, que s'encarregà de les competències del prebost lligades a la disciplina interna i als serveis de l'església. Alguns pics, el càrrec de prebost s'abolí, mentre que altres es mantingué, i aleshores el prebost també fou ardiaca i esdevingué el cap del capítol. Aquesta organització fou la que s'aplicà més correntment a Alemanya. A Anglaterra el prebost era gairebé desconegut. A Alemanya i a Escandinàvia, i a un parell d'esglésies catedrals d'Occitània, el prebost era el cap ordinari del capítol de la catedral, però aquest càrrec no era general pertot. Pel que fa a França, de 136 catedrals que hi havia en el moment de la Revolució, només 38, i totes aquestes a la frontera amb Alemanya o a l'extrem sud, tenien un prebost com a cap del capítol. A altres, el prebost era una oficial subordinat. Hi havia dos prebosts a Autun; i Lió i Chartres en tenien quatre cadascuna, tots subordinats.

Des del segle xii, a la Corona d'Aragó, el paborde fou el canonge administrador dels béns de la catedral i de pagar els altres membres del capítol amb les rendes dels béns assignats. A més, sovint canviava cada mes de l'any, del qual rebia el nom; n'hi havia, doncs, dotze.

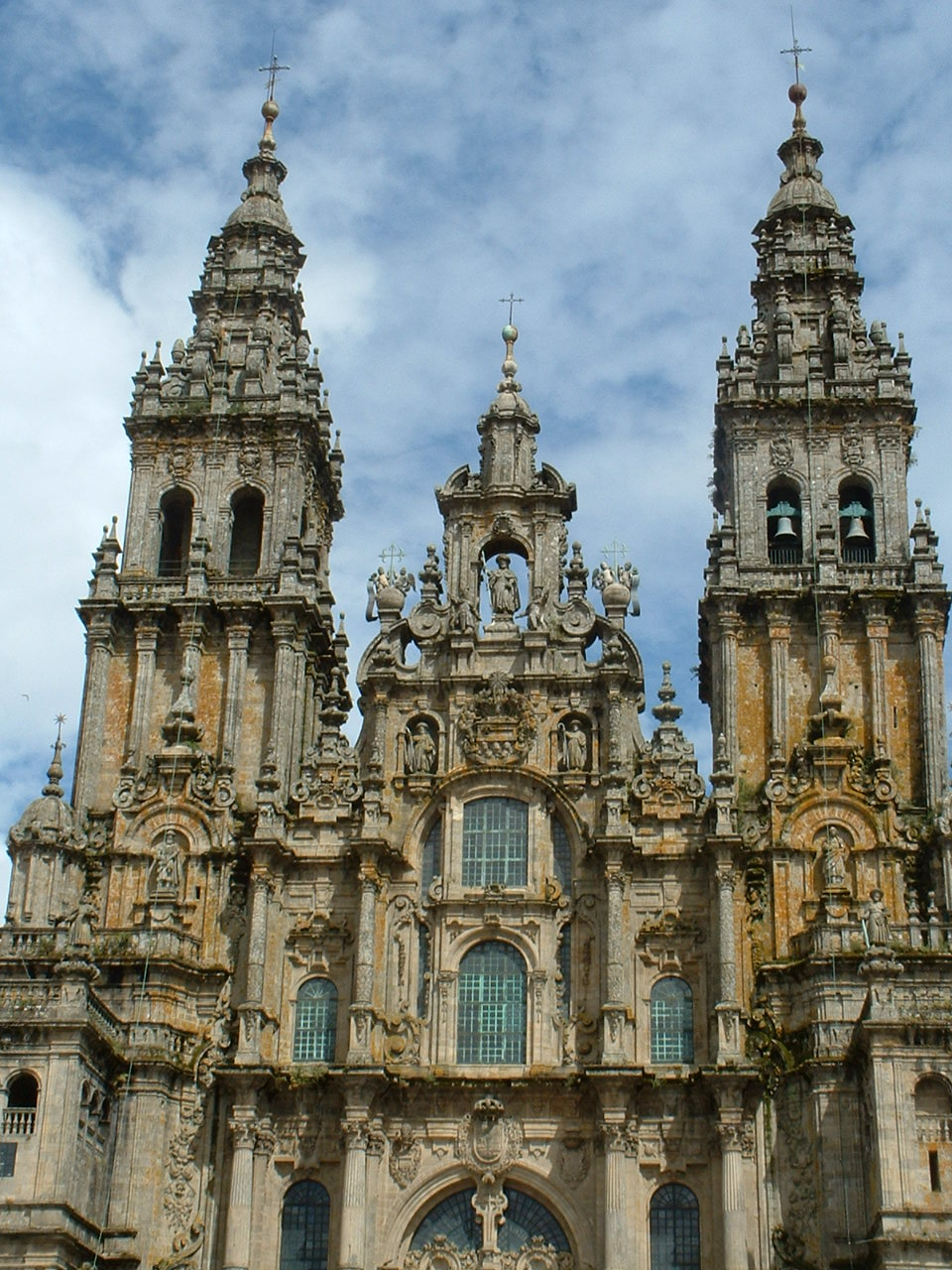
Façana de l'Obradoiro de la Catedral de Santiago de Compostel·la, a Galícia

Durant el feudalisme, l'ardiaca fou un dels càrrecs que més limitaren la jurisdicció episcopal, sobretot quan introduí els laics en aquest ofici. Els moviments reformadors dels segles XV i XVI i el concili de Trento, ratificant l'autoritat episcopal, reduïren les facultats de l'ardiaca, que passà a ésser simplement una dignitat dins dels capítols catedralicis, i d'aquests capítols en general, per la qual cosa s'hi oposaren.

## Organització dels capítols episcopals
Segons el dret canònic, el bisbe es considera el rector de l'església catedral, la seva parròquia. Tots dos són rectors d'una zona (la diòcesi en el cas del bisbe i la parròquia en el del rector) i tots dos ho són d'un edifici (la catedral en el cas del bisbe i l'església parroquial en el del rector). Per aquest motiu els juristes parlen de la catedral com si fos l'única església de la diòcesi, mentre que les altres es consideren capelles en la seva relació amb aquesta. Ocasionalment dues esglésies poden compartir la càtedra episcopal i aleshores s'anomenen cocatedrals (com les de Sogorb-Castelló de la Plana, Alacant-Oriola i Elna-Perpinyà).
El títol de primat s'aplicava ocasionalment a arquebisbes de seus de gran dignitat o importància, com Canterbury, York o Rouen, les catedrals de les quals esdevenien simplement metropolitanes. Lió, la catedral de la qual sempre s'ha conegut com La Primatiale, i Lund es poden esmentar com a catedrals vertaderament primacials. De Lió depenien els arquebisbes de Sens i París i llurs diòcesis provincials fins a la Revolució Francesa, i de Lund depenia l'arquebisbe d'Uppsala i la seva província. Com en el cas del títol de primat, també el de patriarca s'aplica a seus com les de Venècia i Lisboa, les catedrals de les quals són patriarcals tan sols de nom. La catedral de Sant Joan del Laterà, l'església catedral de Roma, és l'església catedral del papa com a bisbe de Roma i patriarca d'occident, i és l'única d'Europa occidental que té un caràcter patriarcal per als catòlics, des del moment que el papa és el patriarca de l'església de ritu llatí. El seu títol formal és Patriarchalis Basilica, Sacrosancta Romana Cathedralis Ecclesia Lateranensis.
El trasllat del tron o setial episcopal d'una església, la priva de la seva dignitat de catedral, encara que el nom es mantingui en l'ús comú, com per exemple a Anvers que durant la Revolució Francesa restà sense bisbe.
La composició normal del capítol d'una catedral secular incloïa quatre dignataris (n'hi podia haver més) a més dels altres canonges: el degà, el primatxer, el cabiscol i el sagristà.
El degà (decanus), que sembla que rebé la denominació del degà benedictí que tenia deu monjos sota les seves ordres, com ja s'ha dit, es creà per suplir el paper del prebost en la gestió interna de l'església i del capítol. Era el president i jutge del capítol, també el dipositari del seu segell i resolia les causes entre els canonges i els racioners. A la catedral s'encarregava de la celebració dels serveis, oficiant determinades parts segons els estatuts, en les festes principals. Seia a l'escó principal del cor, que solia ser el primer de la dreta, entrant al cor per l'oest. A Anglaterra, el degà era el cap de la catedral, l'elegia directament el capítol i el confirmava en el càrrec el bisbe.
Immediatament sota el degà, com a norma, venia el primatxer o precentor (primicerius, praecentor, cantor, etc.), en contraposició al succentor o cantor menor. La seva funció específica era la direcció de la part musical del servei. Presidia en absència del degà, i ocupava l'escó corresponent a l'esquerra del cor, encara que n'hi ha alguna excepció.
El tercer dignatari era el cabiscol, xantre o mestrescola (scholasticus, chancellor, cancelliere, écoldtre, magistral, etc.). El primitiu cabiscol solia ésser a la vegada el primatxer o primicier. El cabiscol era l'encarregat de la supervisió de les escoles del segle xii al XV, després supervisà l'ensenyament de la música a les escoles eclesiàstiques, dirigí el cant coral, exercint la funció del precentor, i fou superintendent de les lectures en el cor. Del segle x al XIII exercí les funcions de cantor primer, funció que a Tortosa, al País Valencià i a Mallorca conservà fins al segle xviii. Sovint també fou el secretari i el bibliotecari del capítol. Presidia el capítol en absència del degà i del primatxer. L'escó que se li assigna fou el de més a l'esquerra de la banda del cor on seia el degà.
El quart dignatari era el sacrista o sagristà (custos, treasurer, cheficier). Era el vigilant de l'edifici i, amb el secretari, de tots els abillaments i ornaments de l'església. Tenia encomanat de fornir pa i vi a la catedral per a l'eucaristia, a més de la cera i l'encens. A més a més s'encarregava de regular assumptes com el toc de les campanes. L'escó del sacrista era l'oposat al del cabiscol. Aquests quatre dignataris ocupaven els escons dels quatre cantons del cor, i en moltes ordinacions s'anomenaven quatuor majores personae de l'església.
A moltes de catedrals hi havia dignataris suplementaris: el praelector, el sotsdegà, el sotscabiscol o succentor-canonicorum (també dit sots-xantre), i d'altres, que es crearen per suplir els dignataris absents, atès que la no residència era el principal problema de les esglésies seculars, contràriament a les esglésies monàstiques, on tots els membres tenien residència perpètua.
A més dels dignataris, hi havia els canonges ordinaris, cadascun dels quals, com a regla general, tenia una dotació o prebenda a part, a més de rebre una part dels fons comuns de l'església.
Al segle x les dignitats i prelacies catalanes eren l'ardiaca, l'arxipreste, el sagristà i el cabiscol. Al segle xiii, Ramon Llull, al Llibre d'Evast e Blanquerna, esmenta els «sacrista, e artiaca, prebost e capiscol»; al segle xvi s'hi afegí el degà. La dignitat de l'arxipreste estava unida a la cura d'ànimes. Antigament havia estat un sacerdot, generalment el més vell, que exercia les funcions de l'actual vicari general. Els capítols catedralicis, representats per síndics, participaren en les corts dels regnes de la Corona d'Aragó, dins el braç eclesiàstic. L'any 1747 a la desapareguda Corona d'Aragó el clergat de les catedrals i col·legiates era format per 2.704 persones.
El nomenament dels canonges depenia del papa, durant els vuit mesos dits "apostòlics"; i del bisbe, durant els altres quatre mesos en què s'havia de produir el nomenament. En el cas de les catedrals i col·legiates sota el patronatge reial, el rei proveí també les places de canonge fins al concordat entre la Santa Seu i la monarquia espanyola de 1753. A partir d'aleshores, el rei substituí el papa, amb algunes excepcions.

## L'organització episcopal del Concordat

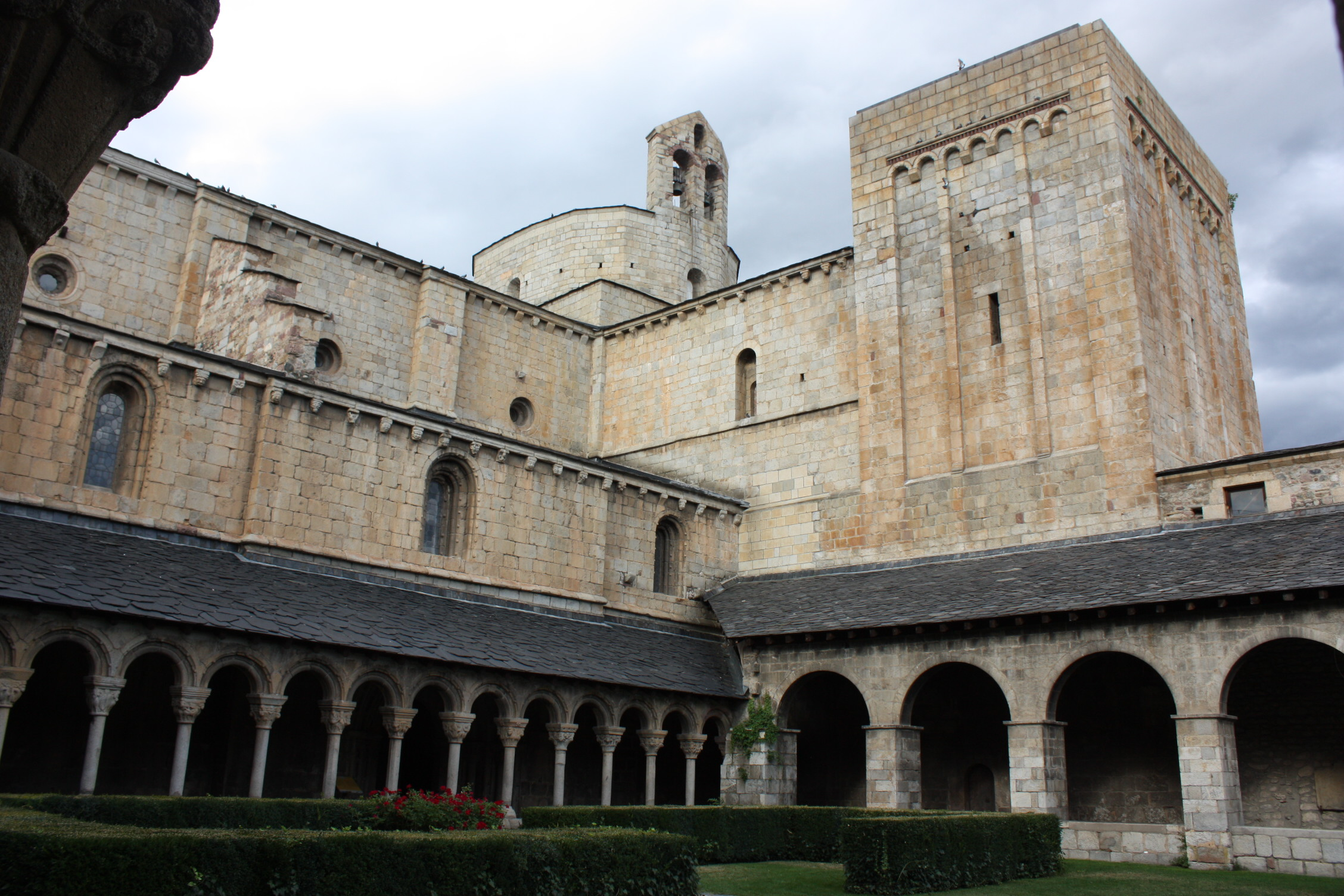
Catedral de la Seu d'Urgell, seu del bisbe d'Urgell

Des del 1885, als Països Catalans, d'acord amb el Concordat de l'Estat espanyol i la Santa Seu, els canonges de les seus metropolitanes són 24 i els de les sufragànies, 16. Els canonges poden ser designats per gràcia (canonges de gràcia), per torn per l'Estat, la Santa Seu i el bisbe; però el xantre és nomenat pel papa i el degà pel cap de l'Estat. Els altres canonges adquireixen la plaça per oposició.
Per l'ofici, els canonges són canonges doctorals, canonges magistrals (encarregats de la predicació), canonges lectorals (encarregats de llegir l'evangeli) i canonges penitenciers (encarregats del sagrament de la confessió).
Generalment, també els canonges esdevingueren prest no residents, i això dugué a la distinció entre canonges residents i no residents, fins que a moltes d'esglésies el nombre de residents arribà a ser petit, i els no residents, que ja no compartien els fons comuns, esdevingueren generalment coneguts com a "prebendaris", tot i que llur no residència no els feia abandonar llur posició de canonges, ni renunciar al dret de vot en el capítol. El sistema de no residència també portà a la institució dels vicaris del cor (cada canonge tenia el seu), que seien a l'escó del canonge, i si ell hi era, a l'immediat inferior, al segon rengle. Els vicaris no tenien dret de vot en el capítol, només podien perdre el càrrec en cas d'ofenses greus i eren els servents dels canonges absents els escons dels quals ocupaven, e n'exercien les funcions. En algunes zones es coneixien també com semiprebendaris i constituïren el bachrur de les esglésies franceses. Amb el pas del temps, els mateixos vicaris s'incorporaven sovint a una espècie de capítol menor, o col·legi, sota la supervisió del diaca i del capítol.
No hi havia distinció entre el capítol de les catedrals monàstiques o regulars (augustinians, premonstratesos, del Sant Sepulcre, del Laterà, entre d'altres) i els de canonges seculars en la relació entre el bisbe i la diòcesi. En ambdós casos, el capítol era el consell del bisbe, el qual l'havia de consultar en totes les qüestions importants, sota la pena de no poder exercir. Una decisió judicial del bisbe necessitava, doncs, la confirmació de part del capítol abans de poder ser ferma. No podia canviar els llibres del servei, o "emprar" l'església o la diòcesi sense el consentiment del capítol. En realitat, aquesta teoria desaparegué amb el pas del temps, sobretot des del Renaixement.
En la seva funció de col·legi, el capítol s'encarrega de la sede vacante de la diòcesi.